# Bernard Saint-Jacques
Pour les articles homonymes, voir Saint-Jacques.
Bernard Saint-Jacques (état-civil inconnu) est un acteur, scénariste et réalisateur français, actif de la fin des années 1960 au milieu des années 1990.

## Filmographie
comme acteur
- 1967 : Midi Minuit, film de Pierre Philippe : l'invité
- 1970 : Le Mur de l'Atlantique, film de Marcel Camus : un soldat SS
- 1972 : Jules Renard, sa vie et son œuvre, téléfilm de Maurice Beuchey : le journaliste
- 1973 : La Mort en face, téléfilm de Guy Jorré

comme assistant-réalisateur
- 1975 : Les Malfaisants, téléfilm de Jean Kerchbron d'après le roman éponyme de Fred Noro
- 1976 : Commissaire Moulin, épisode : L'Évadé de Jean Kerchbron
- 1976 : Les Enquêtes du commissaire Maigret, épisode : Maigret a peur de Jean Kerchbron
- 1977 : Les Enquêtes du commissaire Maigret, épisode : Maigret, Lognon et les gangsters de Jean Kerchbron

comme réalisateur
- 1976 : Taine : la race, le milieu, le moment, téléfilm documentaire de la série Les Idées et les hommes
- 1981 : Le Porte-clefs, téléfilm de la série  Caméra une première
- 1983 : Les Tilleuls de Lautenbach, téléfilm d'après le roman éponyme de Jean Egen[1]
- 1985 : Vingt ans d'absence, téléfilm de la série Cinéma 16
- 1996 : André Maurois, téléfilm documentaire de la série Un siècle d'écrivains

comme scénariste
- 1983 : Les Tilleuls de Lautenbach, téléfilm de Bernard Saint-Jacques.